# Sylvie Bernier
 (juillet 2019).
Si vous disposez d'ouvrages ou d'articles de référence ou si vous connaissez des sites web de qualité traitant du thème abordé ici, merci de compléter l'article en donnant les références utiles à sa vérifiabilité et en les liant à la section « Notes et références ».
Pour les articles homonymes, voir Bernier.
Sylvie Bernier, née le 31 janvier 1964 à Sainte-Foy, est une plongeuse canadienne.
Elle est médaillée aux Jeux olympiques d'été de 1984.

## Biographie

### Carrière

#### Plongeuse
Le 6 août 1984, elle effectue le dernier plongeon du tremplin de trois mètres qui lui vaudra une médaille d'or aux Jeux de Los Angeles. Elle monte sur la première marche du podium après avoir récolté 530,70 points, devant les Américaines Kelly McCormick (argent, 527,90 points) et Christine Seufert (517,62 points).
Sylvie Bernier offre la toute première médaille d'or pour le plongeon au Canada à des Jeux olympiques d'été. Elle devient aussi la première médaillée d'or québécoise aux Jeux olympiques.

#### Retraite sportive
Sylvie Bernier prit sa retraite de plongeuse une semaine après les Jeux de Los Angeles et la même année, elle obtient son diplôme du programme Sciences au Collège André-Grasset.
En 2003, elle obtient un diplôme en gestion de l'Université TÉLUQ.
En 2012, elle devient ambassadrice des saines habitudes de vie pour Québec en Forme. Son rôle consiste à influencer les décideurs du monde scolaire et municipal sur leur pouvoir d'agir en ce qui a trait aux saines habitudes de vie des jeunes québécois. Elle préside également la Table intersectorielle permanente spécifique au mode de vie physiquement actif qui regroupe de nombreux organismes gouvernementaux et non gouvernementaux du Québec.

### Sortie de livre
Le 8 avril 2019, elle fait le lancement de son livre Le jour où je n'ai pas pu plonger où elle raconte la noyade de son neveu Raphaël, âgé de cinq ans, lors d'une randonnée en canot en juillet 2002. Un documentaire portant sur ce drame est également diffusé cinq jours plus tard sur à la télévision publique de Ici Radio-Canada.

### Vie personnelle
Sylvie Bernier est la fille de Raymond Bernier, un docteur en médecine nucléaire. Avec son conjoint, Gilles Cloutier, ils ont trois filles, Catherine (1991), Annabelle (1993) et Florence (1995).

## Médailles
- 1982 – Jeux du Commonwealth, Brisbane, Australie → Argent
- 1983 – Jeux panaméricains, Caracas, Venezuela → Bronze
- 1983 – Championnats du monde de natation, Québec → Bronze
- 1983 – Jeux mondiaux universitaires, Edmonton → Bronze
- 1984 – Jeux olympiques d'été, Los Angeles → Or

## Honneurs
- Chevalier de l'Ordre national du Québec (1985)[12]
- Membre de l'Ordre du Canada (1985)[3]
- Médaille d'honneur de l'Assemblée nationale du Québec (2016)[13]